# Lucille Hamilton
Lucille Maree Hamilton, coniugata Bailie (Melbourne, 25 maggio 1969), è un'ex cestista australiana.

## Carriera
Con l'Australia ha disputato i Campionati del mondo del 1990, segnando 5 punti in 3 partite.